# Détroit de Peel

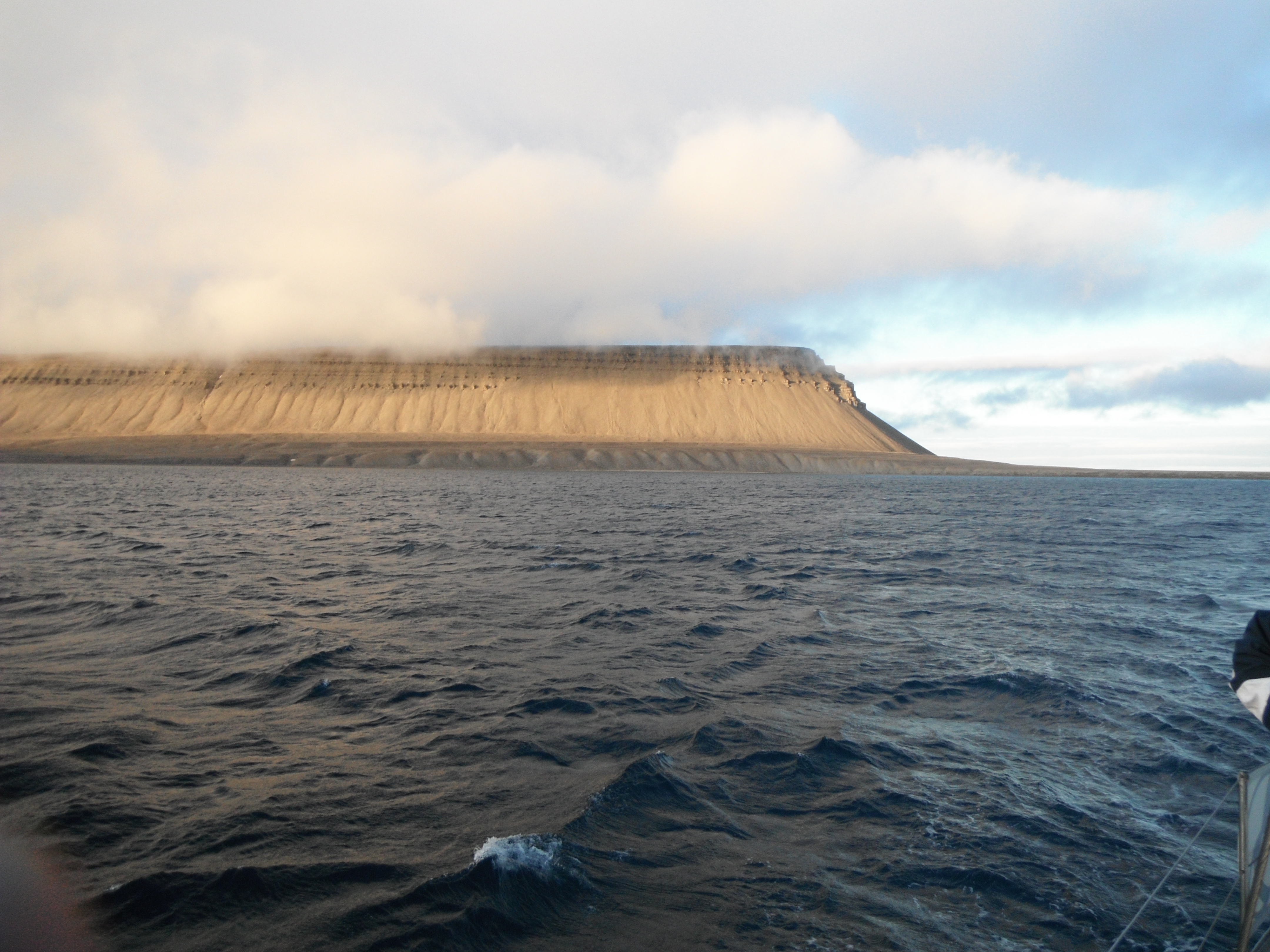
Entrée du détroit de Peel.

Le détroit de Peel est un détroit de l'Arctique canadien, plus précisément sur le territoire du Nunavut. Il est situé entre l'est de l'île du Prince-de-Galles et le nord-ouest de l'île Somerset.
Il a été parcouru du nord vers le sud en 1846 par l'expédition Franklin à la recherche du passage du Nord-Ouest, puis en 1903 par Roald Amundsen qui parvient ensuite à atteindre l'Alaska.
À partir de la fin du XXe siècle, le changement climatique fait envisager l'utilisation des détroits arctiques canadiens comme voie commerciale entre l'Atlantique et le Pacifique. Bien que la traversée complète demeure un défi commercial pratique, le détroit de Peel, avec ses 22 mètres de profondeur, fait partie des points de passage possibles.
Le détroit et ses environs sont un des théâtres des Aventures du capitaine Hatteras de Jules Verne.